# كيني هايز
كيني هايز (بالإنجليزية: Kenny Hayes)‏ مواليد 16 أبريل 1987 في دايتون، هو لاعب كرة سلة أمريكي. بدأ مسيرته الاحترافية في سنة 2010. يلعب في الدوري التركي لكرة السلة كلاعب هجوم خلفي. يحمل الرقم 19. يبلغ طوله 6 قدم 2 بوصة (1.9 م). و يلعب حالياً لنادي الزمالك اكبر قلعة رياضية في مصر

## المسيرة الاحترافية
لعب مع مين ريد كلوز من سنة 2010 إلى 2012، ثم لعب مع تروتاموندوس دي كارابوبو في سنة 2012، ثم لعب مع جويرينو فانولي باسكت في الدوري الإيطالي في موسم 2014–2015، ثم لعب مع بالونكيستو مالقا في الدوري الإسباني في سنة 2016.

## روابط خارجية
- كيني هايز على موقع الدوري الإسباني لكرة السلة (الإسبانية)
- كيني هايز على موقع كرة السلة الأوروبية.كوم (الإنجليزية)
- كيني هايز على موقع كلية كرة السلة في سبورتس رفرنس.كوم (الإنجليزية)
- كيني هايز على موقع ريلجم (الإنجليزية)
- كيني هايز على موقع بروبوليرز (الإنجليزية)
- كيني هايز على موقع سبورتس رفرنس (الإنجليزية)
- كيني هايز على موقع سبورتس رفرنس (الإنجليزية)